# Louis Pierson
Pour les articles homonymes, voir Pierson.
Ne doit pas être confondu avec Pierre-Louis Pierson.
Louis Pierson (1846-1934) est un député allemand. Il siégea au Landtag d'Alsace-Lorraine de 1882 à 1898, puis en 1911, et au Reichstag de 1896 à 1903.

## Biographie
Lorrain de souche, Louis Pierson naît le 11 février 1846 à Ennery, près de Metz, en Lorraine. Après de solides études au collège Saint-Joseph, Louis Pierson est élu maire à Ay-sur-Moselle. En 1882, Louis Pierson devient membre du Landtag d'Alsace-Lorraine. Il le restera sans interruption jusqu'en 1898. En janvier 1896, Pierson est élu député au Reichstag allemand pour la circonscription de Metz. Il sera réélu en juin 1898, ne quittant le Reichstag qu'en 1903,
Dans le paysage politique régional, on assiste à l’implantation progressive des partis politiques de type allemand, corrélativement à l’émergence d’une politique régionale propre au Reichsland et à ses enjeux. Louis Pierson sera une dernière fois élu en 1911, dans la deuxième chambre du Landtag d'Alsace-Lorraine, sur la circonscription de Gorze-Verny-Pange, avec 74,6 % des suffrages exprimés.

## Mandats électifs
- Reichstag[2]
  - no 11 : janvier 1896 - juin 1898: Stadtkreis Metz, circonscription de Metz avec 58,81% des suffrages exprimés
  - no 12 : juin 1898 - juin 1903 circonscription de Metz avec 62,47% des suffrages exprimés
- Landtag d'Alsace-Lorraine[2]
  - 1882-1898
  - 1911 : circonscription de Gorze-Verny-Pange, avec 74,6 % des suffrages exprimés (Lothringer Block)

## Sources
- Pierson, Louis sur 'Datenbank der deutschen Parlamentsabgeordneten.
- Hermann Hiery: Reichstagswahlen im Reichsland, 1985 (p. 460)